# Албрехт фон Ортенбург
Албрехт фон Ортенбург (на немски: Albrecht von Ortenburg; Albert I; † сл. 1334) е граф на Ортенбург в Каринтия (1286 – 1335).

## Биография
Син е на Фридрих I фон Ортенбург († 28 март 1304), граф на Ортенбург-Каринтия, и втората му неизвестна съпруга. Първата съпруга на баща му е Аделхайд от Гориция/Гьорц († 1291), дъщеря на Майнхард I († 1258), граф на Горица и Истрия и граф на Тирол.
Замъкът на рода Ортенбург се намира южно от Драва, в територията на патриарха на Аквилея.
Родът изчезва по мъжка линия през 1418 г. Графството е наследено от графовете на Целе.

## Фамилия
Албрехт фон Ортенбург се жени за Хелена († сл. 7 февруари 1335). Те имат децата:
- Хайнрих III фон Ортенбург († 1348), граф на Ортенбург
- Рудолф, женен за Маргарет, дъщеря на граф Алберт II от Гориция (Гьорц)
- Аделхайд († 1391), омъжена за граф Улрих I фон Целе/Цили
- Фридрих II фон Ортенбург († сл. 1355), сгоден на 18 януари 1348 г. в Авиньон, женен пр. 12 март 1354 г. за Маргарета фон Пфанберг († сл. 1377), дъщеря на Улрих V фон Пфанберг († 1354) и графиня Маргарета фон Верденберг († сл. 1335)
- ? Алберт V фон Ортенбург († 1390), княжески епископ на Тренто (1363 – 1390)
- Ото IV/V 'Млади' фон Ортенбург († 1376), регент на Карниола, женен пр. 12 юли 1354 г. за Анна фон Цили, дъщеря на граф Фридрих I фон Цили († 1359/1360) и Димут фон Валзее († бт 1353/1357), имат си:
  - Фридрих III фон Ортенбург († 1418 или 1420), регент на Карниола, женен I. пр. 24 септември 1397 г. за принцеса Маргарет фон Тек († сл. 1422), II. пр. 28 април 1418 г. за маркграфиня Агнес фон Хахберг († 2 февруари 1425)
- Катарина фон Ортенбург († 17 септември 1382), монахиня в Михелщетен